# Derrama Magisterial
La Derrama Magisterial es una institución de seguridad social peruana fundada en 1965. Está adscrito al Ministerio de Educación y dirigido a la plana educativa a nivel nacional. Está gestionada por organizaciones gremiales magisteriales.
La Derrama Magisterial es parte de la membresía de la Conferencia Interamericana de Seguridad Social, organismo internacional técnico y especializado, que tiene el objetivo de fomentar el desarrollo de la protección y seguridad social en América. 

## Historia
Fue fundada el 10 de diciembre de 1965 por Decreto Supremo N° 078 durante el primer gobierno de Fernando Belaúnde para suceder a la entonces Mutual Magisterial, creada en 1931. En 1988, por Decreto Supremo N.º 021-88-ED, se estableció la formación de su administración central a cuatro representantes del Sindicato Único de Trabajadores de la Educación del Perú (SUTEP) y uno del Sindicato de Docentes de Educación Superior del Perú (Sidesp).
Desde 1990 se realiza su premiación Horacio Zeballos Gámez para quienes contribuyeron al sistema educativo en el país. Además que desde esa fecha se organiza el Congreso Internacional de Educación Encinas, que muestra y planifica la situación pedagógica nacional.
Desde 2008 es miembro a la Asociación Internacional de la Seguridad Social, dependiente de la OIT.
En 2018 recibió la certificación ISO 9001:2015 para el otorgamiento de créditos y otorgamiento de beneficios previsionales. Sin embargo, el presidente Martín Vizcarra propuso actualizar el nuevo estatuto para mejorar la transparencia de la institución.
En 2020 ofrecieron alojamiento de la cadena de hoteles para alojar en cuarentena a las personas que ingresaron al país.

## Operaciones
La Derrema gestiona las contribuciones de sus socios para ofrecer servicios de préstamos, capacitación laboral, alojamiento y vivienda. La afiliación a la institución es opcional y para ingreso el docente debe firmar la "carta de autorización de descuento de aportes previsionales", que toma parte del salario como si de una aseguradora se tratase. Para 2018 su fondo previsional es de 1975 millones de soles. Desde 1995, por Ley N° 26516, los sistemas de préstamos son supervisados por la Superintendencia de Banca y Seguros.
La organización también recibe ingresos externos a partir de su franquicia Bazar del Maestro (renombrado como DM Plaza), y su cadena de hoteles privada DM Hoteles. Además que es dueña a la cadena de librerías Crisol y el servicio de asesoramiento Wecorp para el público en general.

## Afiliados
Contó con 234 686 docentes en 2001. La cifra aumentó a 256 000 en 2004. Mientras que en 2021 alcanzó los 280 000 afiliados, un 80 % de los profesionales del sector en el país.